# Acmaeodera culucoensis
Acmaeodera culucoensis – gatunek chrząszcza z rodziny bogatkowatych i podrodziny Polycestinae.
Gatunek ten został opisany w 1987 przez Gary'ego V. Manleya.
Ciało długości 7,2 mm i szerokości 2,4 mm, wydłużone, z przody szeroko zaokrąglone, z tyłu zwężone, z wierzchu spłaszczone. Ubarwienie spodu ciała czarne, głowy i przedplecza brązowe, a pokryw brązowawoczarne z czterema poprzecznymi, żółtymi przepaskami i żółtymi kropkami. Przedplecze na dysku głęboko, bardzo grubo, zlewająco punktowane. Złote szczeciny na przedpleczu i pokrywach stosunkowo długie. Boki pierwszych trzech sternitów odwłoka wyposażone w szpatułkowate szczeciny.
Bogatkowaty ten znany jest wyłącznie z Hondurasu.